# 밀로시 비코비치

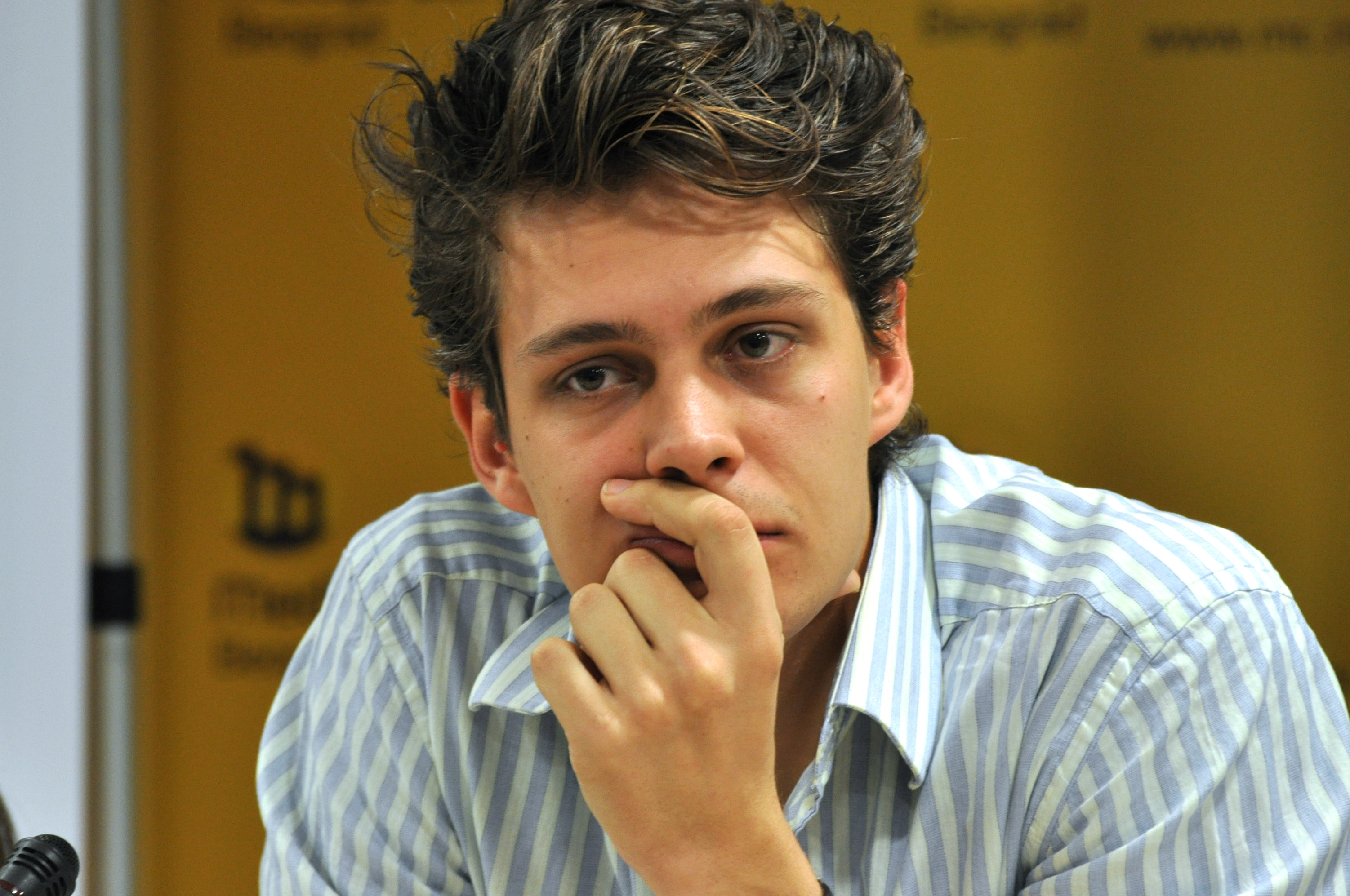
비코비치(2011년)

밀로시 비코비치(세르비아어: Милош Биковић, Miloš Biković, 러시아어: Ми́лош Би́кович, 1988년 1월 13일~)는 세르비아와 러시아의 배우, 모델이다.
베오그라드에서 태어났다.

## 출연 작품

### 영화
- 발칸라인 (2019년)
- 갱스터 파라다이스 (2018년) - 페타 마라스 역
- 비욘드 엣지: 카지노를 털어라 (2018년) - 마이클 역
- 아이스 (2018년) - 레오노프 역
- 노 보더스 (2015년)
- 소울리스 2 (2015년) - 로만 벨킨 역
- 그레이트 (2013년)